# توقيت سلطنة عمان

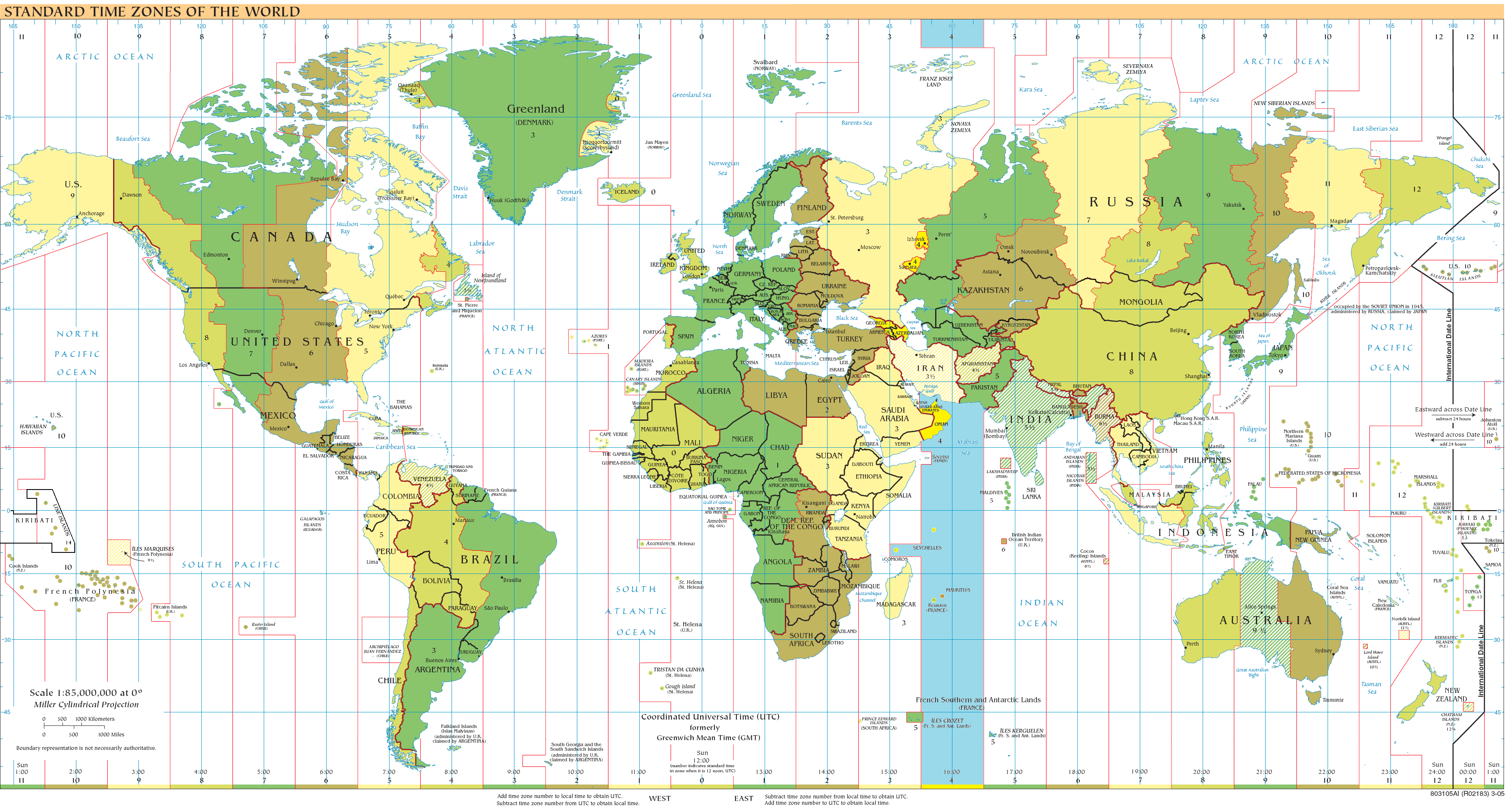
منطقة التوقيت العربي القياسي (ت ع م+04:00) باللون الأزرق

يتبع توقيت سلطنة عمان التوقيت العربي القياسي (ت ع م+04:00). حاليًا سلطنة عمان لا تتبع التوقيت الصيفي.